# Ashville (Alabama)
Ashville és una població dels Estats Units a l'estat d'Alabama. Segons el cens del 2007 tenia 2.511 habitants.

## Demografia
Segons el cens del 2000, Ashville tenia 2.260 habitants, 814 habitatges, i 608 famílies. La densitat de població era de 45,1 habitants/km².
Dels 814 habitatges en un 37% hi vivien nens de menys de 18 anys, en un 56,6% hi vivien parelles casades, en un 14,1% dones solteres, i en un 25,2% no eren unitats familiars. En el 22,7% dels habitatges hi vivien persones soles l'11,2% de les quals corresponia a persones de 65 anys o més que vivien soles. El nombre mitjà de persones vivint en cada habitatge era de 2,64 i el nombre mitjà de persones que vivien en cada família era de 3,1.
Per edats la població es repartia de la següent manera: un 25,7% tenia menys de 18 anys, un 8,9% entre 18 i 24, un 28,2% entre 25 i 44, un 23,2% de 45 a 60 i un 14% 65 anys o més.
L'edat mediana era de 36 anys. Per cada 100 dones hi havia 102,3 homes. Per cada 100 dones de 18 o més anys hi havia 100,1 homes.
La renda mediana per habitatge era de 31.509 $ i la renda mediana per família de 38.355 $. Els homes tenien una renda mediana de 31.081 $ mentre que les dones 21.914 $. La renda per capita de la població era de 15.867 $. Aproximadament l'11,4% de les famílies i el 15,1% de la població estaven per davall del llindar de pobresa.

## Poblacions properes
El següent diagrama mostra les poblacions més properes.